# Pierre de Thomas de Châteauneuf
Pierre de Thomas de Châteauneuf dit le « commandeur de Châteauneuf », né le 6 août 1684 à Toulon et mort le 27 octobre 1759 dans cette même ville, est un officier de marine et aristocrate français des XVIIe et XVIIIe siècles.

## Biographie

### Origines et famille
Pierre de Thomas de Châteauneuf descend de la famille de Thomas, une famille de la noblesse provençale qui a fourni de nombreux officiers généraux à la marine royale. Il est le cousin de quatre chefs d'escadres : Joseph de Thomas, marquis de La Valette (1672-1744), Louis de Martini d'Orves (1674-1751), Jean-François de Bertet de La Clue-Sabran (1696-1764) et Toussaint de Fortia, chevalier de Piles (v. 1678-1760). Il est le fils de Melchior de Thomas, seigneur de Châteauneuf (1632-1698) et d'Anne d'Astour (vers 1644-1726), mariés en 1633 à Toulon.

### Carrière militaire
Il est présenté de minorité dans l'ordre de Saint-Jean de Jérusalem en 1698 ou 1699, à l'âge de quatorze ou quinze ans.
Il est promu chef d'escadre des armées navales le 1er avril 1748.

### Sources et bibliographie
- Louis de La Roque, Catalogue des Chevaliers de Malte appelés successivement Chevaliers de l'ordre militaire et hospitalier de Saint-Jean de Jérusalem, de Rhodes et de Malte, 1099-1890, Alp. Desaid, Paris, 1891
- Abbé Vertot, Histoire des chevaliers hospitaliers de Saint-Jean de Jérusalem, Lequien fils, Paris, 1830, [lire en ligne]
- Michel Vergé-Franceschi, Un bailli de l'Ordre de Malte : M. De Piosin (1674-1751), [lire en ligne]
- [PDF] Sa généalogie